# سولویک
سولویک (به لاتین: Svelvik) یک منطقهٔ مسکونی در نروژ است که در وستفولد واقع شده‌است. سولویک ۵۸ کیلومتر مربع مساحت و ۶٬۴۴۵ نفر جمعیت دارد.

## خواهرخوانده
شهر بخش واستینا خواهرخواندهٔ سولویک هست.

## نگارخانه

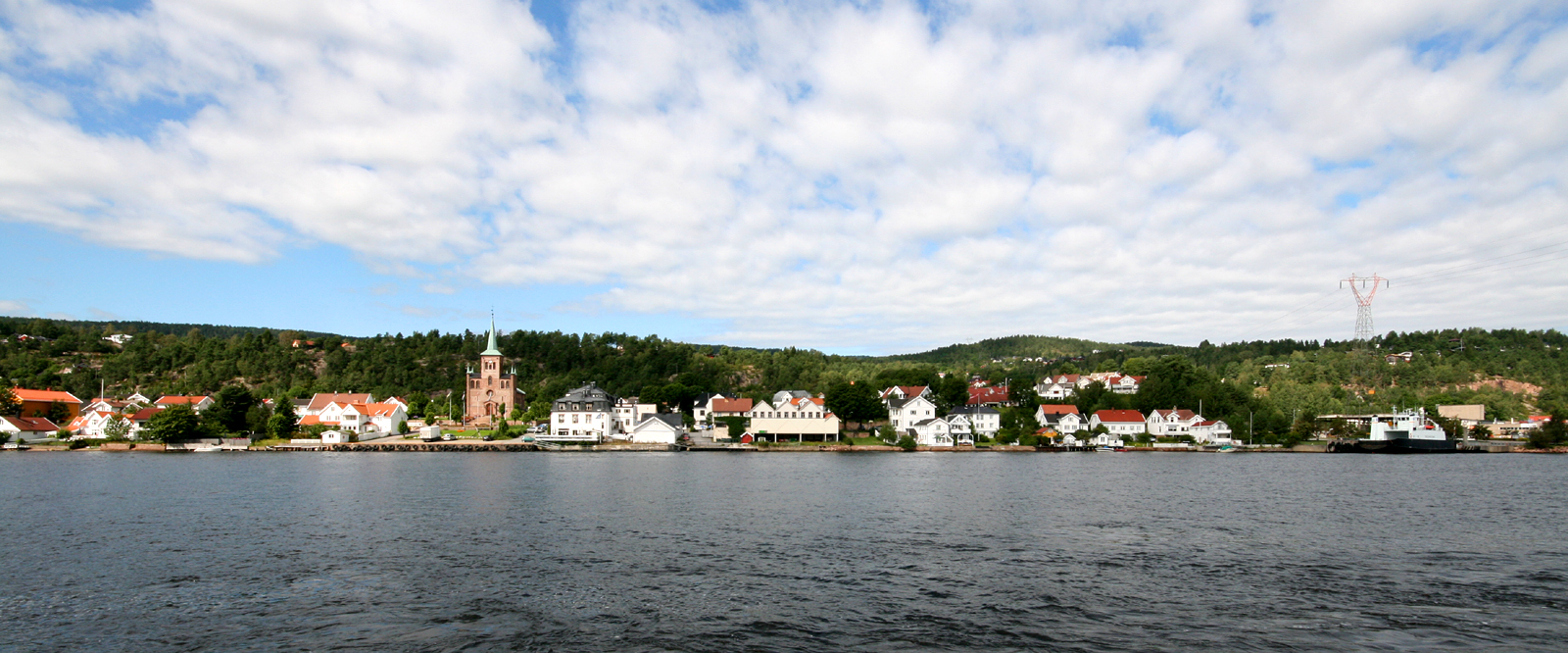
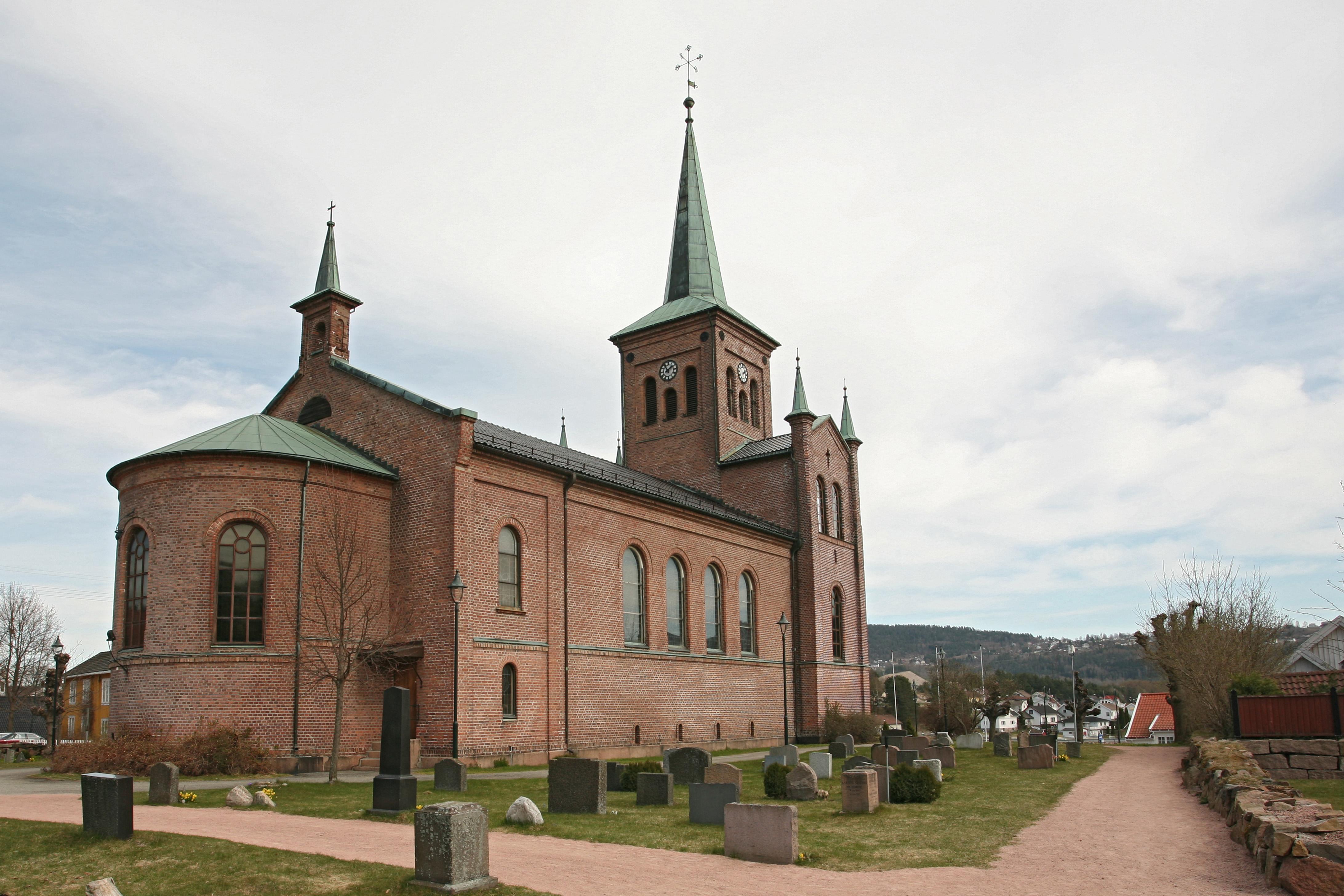
.
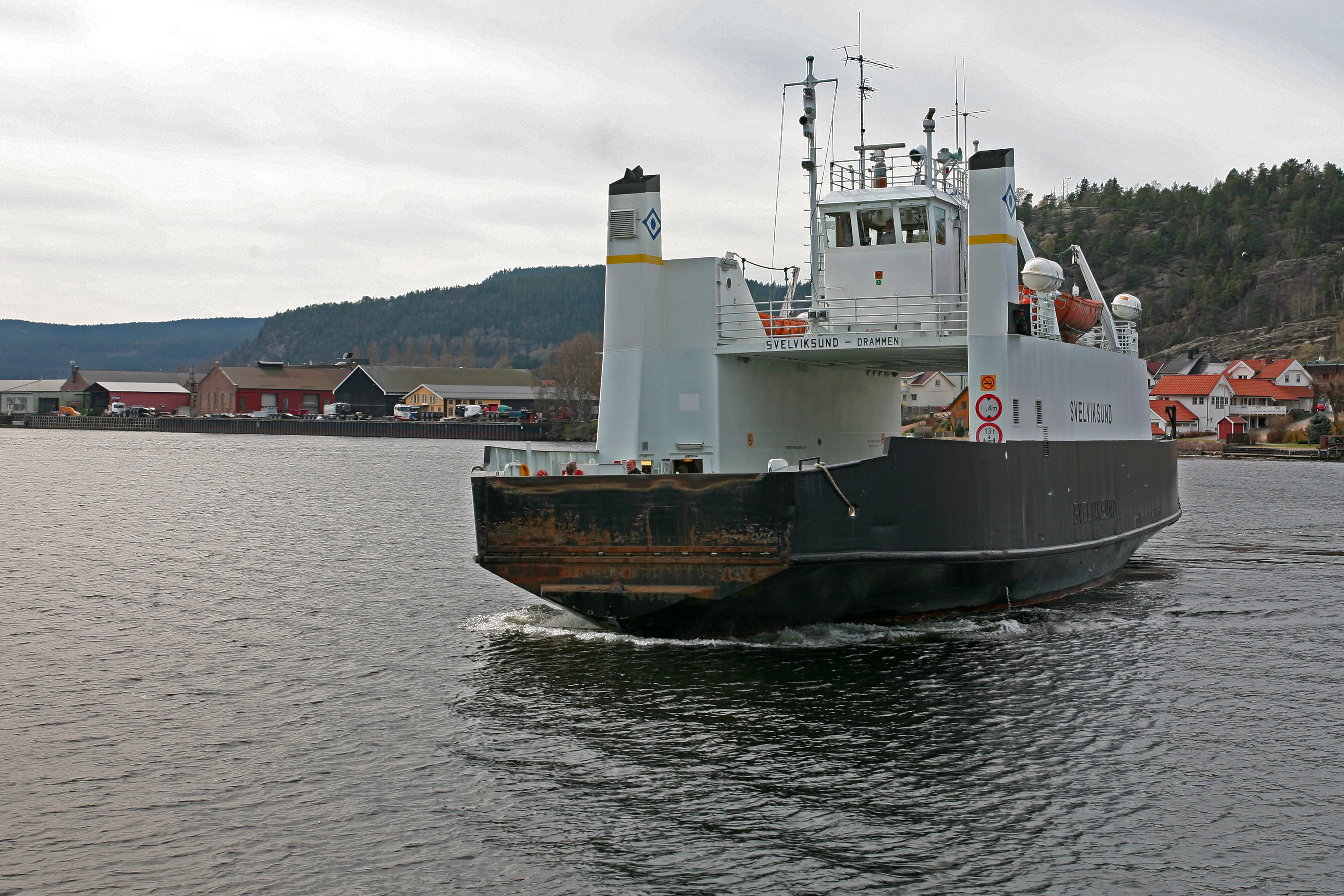
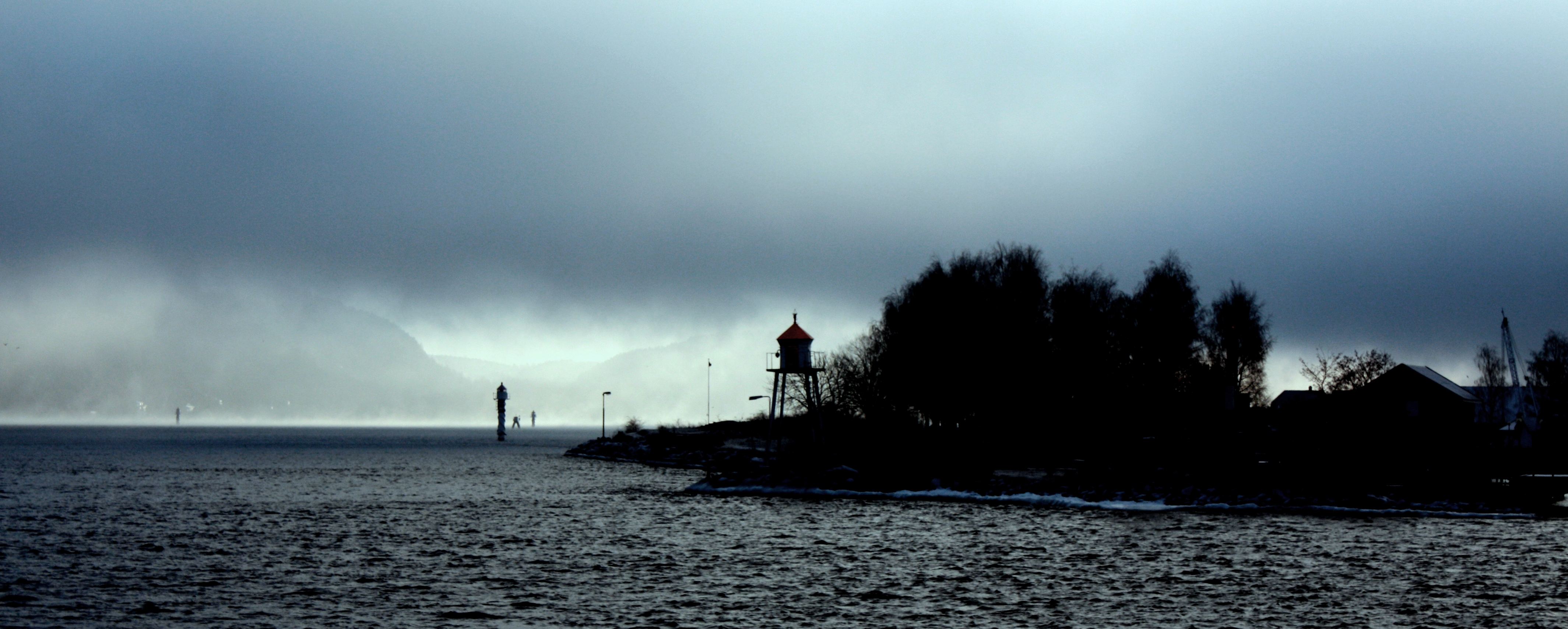
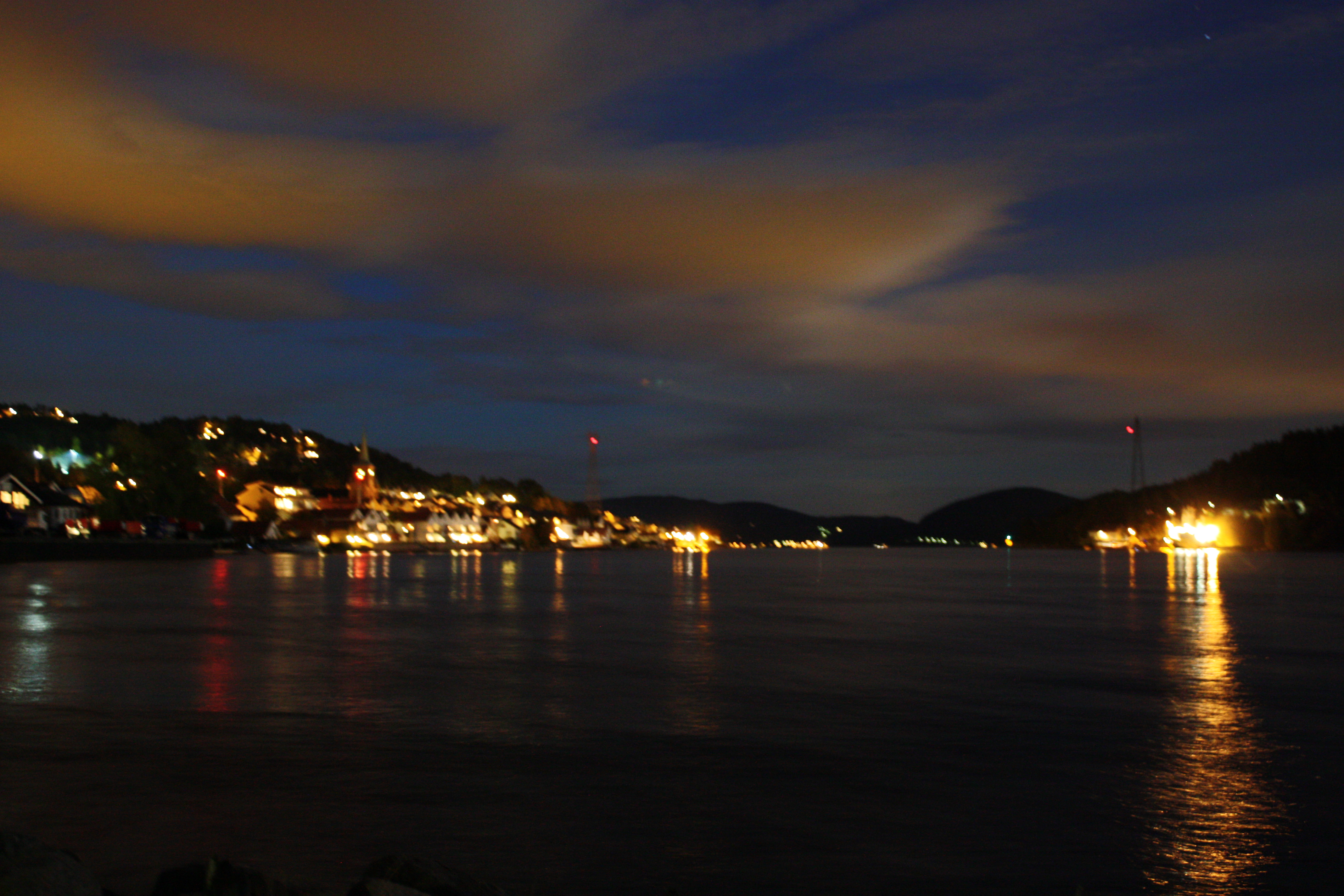